# Čilski tinamu
Čilski tinamu (lat. Nothoprocta perdicaria) je vrsta ptice iz roda Nothoprocta iz reda tinamuovki. Živi u grmovitim staništima u suptropskim područjima Južne Amerike.

## Opis
Prosječno je dug oko 30 centimetara. Gornji dijelovi su sivkasto-smeđi do maslinasti. Grlo je bijelo, a prsa su siva. Trbuh je smećkasto-žute boje. Kljun je smeđe boje, a noge su blijedo-žute do smeđe. 
Ženka izlegne 10-12 sjajnih jaja u udubljenje u stijenama. Mužjak inkubira jaja i podiže mlade. Inkubacija traje oko 21 dan. Mladi su smećkasto-žute boje, polete kada dosegnu pola svoje konačne veličine.

## Taksonomija
Čileanski tinamu ima dvije podvrste:
- N. perdicaria perdicaria, nominativna podvrsta, živi na sjeveru središnjeg dijela Čilea.
- N. perdicaria sanborni živi na jugu središnjeg dijela Čilea.

## Vanjske poveznice
|  | Zajednički poslužitelj ima još gradiva o temi Nothoprocta perdicaria |
|  | Wikivrste imaju podatke o taksonu Nothoprocta perdicaria             |